# Andrej Brjuchankov

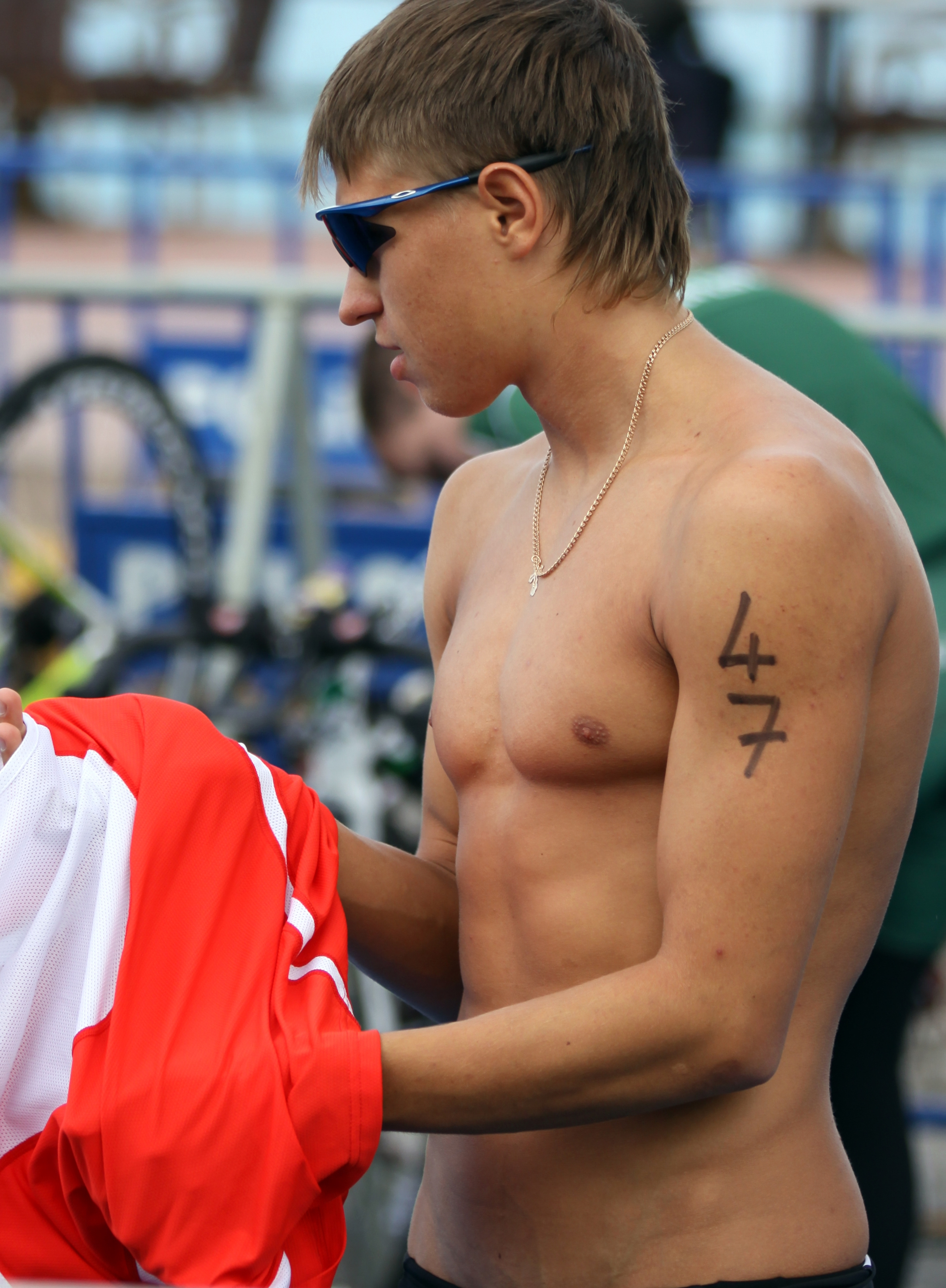
Andrej Brjuchankov vid Europacupen i Antalya 2011.

Andrej Brjuchankov (ryska: Андрей Александрович Брюханков, Andrej Aleksandrovitj Brjuchankov) född 27 februari 1991 i Rybinsk, är en rysk triathlet som är en aktiv medlem i Rysslands landslag. Andrejs äldre bror, Aleksandr Brjuchankov, är nybliven rysk mästare (år 2011). Andrej deltog i en tävling för första gången år 2006, då han slutade 25:a i den europeiska juniorcupen. Hans bästa placering i seniorcupen är en 9:e plats från den 3 juli 2011.